# Hexatoma (Eriocera) fuliginosa
Hexatoma (Eriocera) fuliginosa is een tweevleugelige uit de familie steltmuggen (Limoniidae). De soort komt voor in het Nearctisch gebied.